# Shelfordia philippensis
Shelfordia philippensis är en stekelart som först beskrevs av Per Abraham Roman 1914.  Shelfordia philippensis ingår i släktet Shelfordia och familjen bracksteklar. Inga underarter finns listade i Catalogue of Life.